# Willem Kes

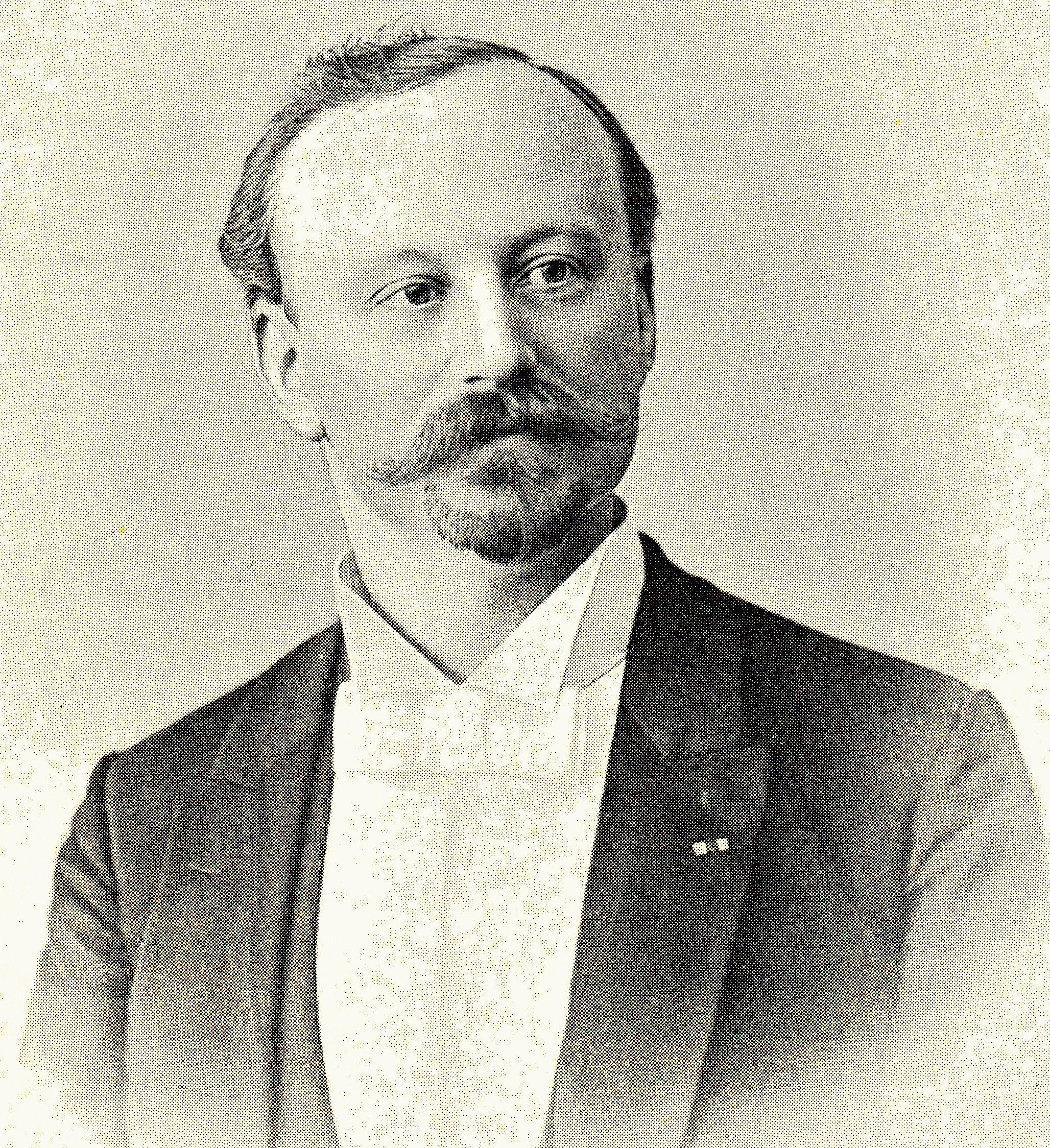
Willem Kes 1895

Willem Kes (* 16. Februar 1856 in Dordrecht; † 22. Februar 1934 in München) war ein niederländischer Dirigent, Violinist und Komponist.

## Leben
Kes studierte Violine an den Hochschulen in Leipzig, Brüssel (bei Henryk Wieniawski) und Berlin (bei Joseph Joachim). Er spielte zunächst als Orchestermusiker und trat auch als Solist in seinem Heimatland und in Deutschland auf. Bereits 1883 wurde er Dirigent des Orchesters in seiner Heimatstadt Dordrecht, außerdem des Amsterdamer Parkorkests. Dieses Orchester war der direkte Vorgänger des Concertgebouw-Orchesters; es spielte im Parksaal, der vor der Erbauung des Concertgebouws abgerissen wurde. Es hatte zeitgenössischen Berichten zufolge kein hohes Niveau. Brahms soll 1879 gesagt haben, in Amsterdam lebten nette Leute, aber schlechte Musiker.
Bekannt ist Kes heute vor allem als erster Chefdirigent des Concertgebouw-Orchesters ab 1888. Hier führte er strikte Disziplin ein, bestrafte Musiker, die zu spät kamen, und ließ schlecht spielende Musiker bei sich nachsitzen und ihre Stimmen üben. Außerdem verlangte er Stille im Publikum während der Aufführung, was damals durchaus nicht selbstverständlich war. Kes legte mit seiner Arbeit den Grundstein für die Qualität des Concertgebouw-Orchesters und wurde international bekannt. Er verließ diesen Posten daher 1895 für das ebenfalls erst wenige Jahre zuvor gegründete Scottish Orchestra in Glasgow, das damals angesehener war. Er wechselte jedoch bereits 1898 weiter zur Moskauer Philharmonischen Gesellschaft. Von 1905 bis 1926 war er Generalmusikdirektor der Stadt Koblenz.
Kes hinterließ auch eine Anzahl von Kompositionen für die verschiedensten Besetzungen vom Orgelsolo bis zur Symphonie, die heute großteils vergessen sind.
Seine letzte Ruhestätte befindet sich auf dem Südwestkirchhof Stahnsdorf.